# 羅東堡
羅東堡，是台灣北部自清治時期至日治初期的一個行政區劃，其範圍即今宜蘭縣的羅東鎮中東部及冬山鄉東北部。
羅東堡西邊為清水溝堡，北邊為二結堡、茅仔藔堡，東邊為利澤簡堡，南邊為紅水溝堡。

## 管轄街庄
羅東堡共轄13個街庄：
- 今羅東鎮境內：羅東街、阿里史庄、竹林庄、十六份庄、十八埒庄、月眉庄、打那岸庄
- 今冬山鄉境內：武淵庄、九份庄、武罕庄、珍珠里簡庄、補城地庄、奇武荖庄